# Вотчево
Вотчево — деревня в Великоустюгском районе Вологодской области.
Входит в состав Теплогорского сельского поселения, с точки зрения административно-территориального деления — в Теплогорский сельсовет.
Расстояние по автодороге до районного центра Великого Устюга — 77 км, до центра муниципального образования Теплогорья — 7 км. Ближайшие населённые пункты — Пестово, Слизовица, Ершово.
По данным переписи в 2002 году постоянного населения не было.